# R/C Helicopter: Indoor Flight Simulation
R/C Helicopter: Indoor Flight Simulation ist eine Helikopter-Simulation für den PC von Koch Media. Der Spieler kann zwischen neun Mini-Helikoptern (mit je unterschiedlichen Flugeigenschaften) im Maßstab 1:48 wählen, mit denen in verschiedenen Räumen geflogen werden kann. Die Steuerung erfolgt über Tastatur und/oder Joystick. Außerdem kann zwischen den Simulationstypen „Easy Type“, „Real Type“ und „RC Type“ gewählt werden, welche die Flugphysik beeinflussen.

## Spielmodi

### Challenge-Modus
Der Spieler muss verschiedene Disziplinen wie Landen, Hindernisse umfliegen oder Sterne einsammeln bewältigen. Entscheidend dabei sind Faktoren wie etwa die benötigte Zeit oder die korrekte Landung, auf welche es Punkte gibt. Hierbei gibt es verschiedene Einstufungen, angefangen bei „Good“ bis hin zu „Perfect“. Der Challenge-Modus ist in 5 Levels mit je 4 Disziplinen unterteilt. Erreicht man innerhalb eines Levels bei allen 4 Disziplinen mindestens den Status „Good“, schaltet man einen neuen Helikopter-Typ für den Adventure-Modus frei. Weitere Helikopter werden freigeschaltet, wenn pro Level alle 4 Disziplinen auf „Perfect“ bewältigt wurden.

### Adventure-Modus
Der Adventure-Modus ist der eigentliche Haupt-Modus. Hier gilt es, in einem simulierten Haus mit einem selbstgewählten Helikopter bis zu 100 Sterne einzusammeln. Durch Einsammeln einer bestimmten Anzahl an Sternen können neue Räume betreten werden. Das Haus umfasst einen großen Flur, zwei Kinderzimmer, ein Arbeitszimmer, eine Küche, ein Schlafzimmer, ein Wohnzimmer, ein Badezimmer, einen Duschraum, eine Toilette und einen Abstell- bzw. Keller-Raum. Durch Betätigen der Aktionstaste können verschiedene Ereignisse ausgelöst werden, wie etwa das Öffnen einer Tür, das Einschalten des Computers oder das Aufdrehen der Dusche, wodurch meistens weitere Sterne erscheinen. Des Weiteren kann ab einer bestimmten Anzahl an Sternen die Tageszeit gewählt werden (Tag, Abend oder Nacht).